# Рид, Джулиан
Джулиан Чиагозим Рид (англ. Julian Chiagoziem Reid; род. 23 сентября 1988, Кингстон, Ямайка) — британский легкоатлет, специализирующийся в прыжке в длину и тройном прыжке. До 2011 года выступал за Ямайку. Бронзовый призёр чемпионата Европы 2016 года в тройном прыжке. Трёхкратный чемпион Ямайки. Пятикратный чемпион Великобритании.

## Биография
Начал заниматься лёгкой атлетикой в девять лет, одновременно играя в футбол. Наибольших успехов достиг в прыжковых дисциплинах. Становился чемпионом Ямайки среди школьников в прыжке в высоту, участвовал в юношеском чемпионате мира 2005 года в прыжке в длину (35-е место в квалификации). За родную школу Wolmer’s Boys High School выступал в эстафете 4×400 метров. В 2007 году стал серебряным призёром Панамериканского чемпионата среди юниоров в прыжке в длину.
После окончания школы поступил в Техасский университет A&M в американском городе Колледж-Стейшен. Несколько раз попадал в призёры чемпионата NCAA в прыжке в длину и в тройном прыжке. Трижды выигрывал чемпионат Ямайки, а в 2009 году представлял страну на чемпионате мира (не смог преодолеть квалификацию).
В 2011 году принял решение выступать за Великобританию. Паспорт этой страны был у Джулиана с рождения, поэтому процедура перехода надолго не затянулась. В первом старте за новую страну стал бронзовым призёром Универсиады в прыжке в длину.
Выиграл национальный чемпионат 2014 года в тройном прыжке в помещении и на открытом воздухе, но на чемпионате Европы занял только 13-е место в квалификации.
Выиграл бронзовую медаль на чемпионате Европы 2016 года в тройном прыжке с попыткой на 16,76 м.
Параллельно с тренировками работает детским тренером в проекте Steps2Sport.

## Основные результаты
| Год  | Турнир                                  | Место проведения      | Дисциплина | Место        | Результат |
| ---- | --------------------------------------- | --------------------- | ---------- | ------------ | --------- |
| 2005 | Чемпионат мира среди юношей             | Марракеш, Марокко     | длина      | 35-е (квал.) | 6,41 м    |
| 2007 | Панамериканский чемпионат среди юниоров | Сан-Паулу, Бразилия   | длина      | 2-е          | 7,55 м    |
| 2007 | Панамериканский чемпионат среди юниоров | Сан-Паулу, Бразилия   | тройной    | 6-е          | 15,11 м   |
| 2009 | Чемпионат мира                          | Берлин, Германия      | тройной    | 27-е (квал.) | 16,49 м   |
| 2011 | Универсиада                             | Шэньчжэнь, Китай      | длина      | 3-е          | 7,96 м    |
| 2011 | Универсиада                             | Шэньчжэнь, Китай      | тройной    | 5-е          | 16,61 м   |
| 2012 | Чемпионат Европы                        | Хельсинки, Финляндия  | длина      | 21-е (квал.) | 7,73 м    |
| 2014 | Чемпионат Европы                        | Цюрих, Швейцария      | тройной    | 13-е (квал.) | 16,52 м   |
| 2016 | Чемпионат Европы                        | Амстердам, Нидерланды | тройной    | 3-е          | 16,76 м   |